# Nicolas Vatin
Pour les articles homonymes, voir Vatin (homonymie).
Nicolas Vatin, né le 11 octobre 1955, est un historien, épigraphiste et orientaliste français, spécialiste de l'Empire ottoman.

## Biographie
Après des études à l'École normale supérieure (Ulm) (promotion 1976), il est agrégé de lettres classiques en 1978. Pensionnaire de l’Institut français d'études anatoliennes à Istanbul entre 1981 et 1984, chargé de recherche CNRS puis directeur d'études à l'école pratique des hautes études, il est également directeur d’études « cumulant » à  l'École pratique des hautes études. Depuis 2003, il occupe le poste de directeur du Centre d’études ottomanes (anciennement Institut d'études arabes, turques et islamiques) du Collège de France.
Membre de la Société asiatique, du bureau du Comité international d’études pré-ottomanes et ottomanes et du comité de rédaction puis directeur de la rédaction de la revue Turcica, il est directeur des publications de la IVe Section de l’École pratique des Hautes Études.
Correspondant français de l’Académie des inscriptions et belles-lettres depuis 2013, il est élu le 16 février 2018 comme membre de l'Académie des inscriptions et belles-lettres, au fauteuil de l'historien Gilbert Dagron.
Il est le fils de Claude Vatin (professeur d'histoire grecque à l'université de Provence) et le frère de François Vatin, professeur de sociologie à l'Université Paris-Nanterre.

## Thèmes de recherches
Ses principaux thèmes de recherches sont l'Empire ottoman des XVe – XVIe siècles, l'histoire de la Méditerranée orientale, la succession des sultans ottomans, les cimetières et la mort ainsi que la traduction et l'analyse de chroniques ottomanes.

## Distinctions
- Chevalier de l'ordre national du Mérite (2023)[4]
- Chevalier de l'ordre des Palmes académiques

## Publications
- L'ordre de Saint-Jean-de-Jérusalem, l'Empire ottoman et la Méditerranée orientale entre les deux sièges de Rhodes (1480-1522), Louvain-Paris, Peeters, 1994 (traduction turque parue aux éditions Tarih Vakfi, Istanbul, 2004)
- Sultan Djem. Un prince ottoman dans l'Europe du XVe siècle d'après deux sources contemporaines : Vâkı'ât-ı Sultân Cem, œuvres de Guillaume Caoursin, Ankara, Société Turque d'Histoire, 1997
- Rhodes et l'ordre de Saint-Jean-de-Jérusalem, Paris, CNRS Éditions, 2000[5]
- avec Stéphane Yerasimos : Les cimetières dans la ville. Statuts, choix et organisation des lieux d'inhumation dans Istanbul intra-muros, Paris-Istanbul, Institut Français d'´Études Anatoliennes - Librairie d'Amérique et d'Orient (Maisonneuve), 2001
- Les Ottomans et l'occident (XVe – XVIe siècles), Istanbul, Isis, 2001 (recueil d'articles)
- avec Gilles Veinstein : Le Sérail ébranlé. Essai sur les morts, dépositions et avènements des sultans ottomans. XIVe – XIXe siècles, Paris, Fayard, 2003 (traduction turque prévue chez l'éditeur Tarih Vakfi, Istanbul)[6]
- avec Gilles Veinstein : Insularités ottomanes, Paris, Institut français d'études anatoliennes et Maisonneuve & Larose, 2004 (publication des actes d'un colloque)
- avec Edhem Eldem : L’épitaphe ottomane musulmane. Contribution à une histoire de la culture ottomane,  Paris-Louvain, Peeters, 2007
- Ferîdûn Bey. Les plaisants secrets de la campagne de Szigetvar. Édition, traduction et commentaire desfolios 1 à 147 du Nüzhetü-l-esrâr-il-ahbâr der sefer-i Sigetvâr(ms. H 1339 de la Bibliothèque du Musée de Topkapi Sarayi, Vienne-Munster, LIT Verlag, 2010
- avec Gilles Veinsein et Elizabeth Zachariadou, Catalogue du fonds ottoman des archives du Monastère de Saint-Jean à Patmos. Les vingt-deux premiers dossiers, Athènes, Fondation Nationale de la Recherche Scientifique, Institut d’Études Byzantines, 2011,
- avec François Georgeon et Gilles Veinstein, Dictionnaire de l'Empire ottoman (XIVe – XXe siècles), Paris, Fayard, 2015[7].
- sous la direction de Nicolas Vatin et Vincent Déroche, Constantinople 1453. Des Byzantins aux Ottomans, Paris, Anacharsis, 2016[8].
- sous la direction de Nicolas Vatin et Elisabetta Borromeo, Les Ottomans par eux-mêmes, Paris, Les Belles Lettres, 2020.